# Marcus Vinícius Rodrigues
Marcus Vinícius Couto Rodrigues, (Ilhéus, 6 de julho de 1968),  é um advogado, professor e escritor brasileiro,  imortal da Academia de Letras da Bahia, Cadeira 28. 

## Biografia
Marcus Vinícius publicou, entre outros, os livros:   
- Café Molotov
- Arquivos de um Corpo em Viagem
- Cada dia sobre a terra
- Pequeno inventário das ausências e
- A Eternidade da Maçã,  vencedor do Prêmio Nacional da Academia de Letras da Bahia de 2016. [4] [3] [6] [2]

Em 4 de abril de 2019, tomou posse como imortal da Cadeira 28 da Academia de Letras da Bahia.   
É o novo Diretor de Informática da Academia para o biênio 2021-2023.  